# Internationale Cricket-Saison 1882
Die internationale Cricket-Saison 1882 fand zwischen Mai 1882 und September 1882 statt. Als Sommersaison wurden vorwiegend Heimspiele der Mannschaften aus Europa ausgetragen.

## Überblick

### Internationale Touren
| Beginn          | Heimteam | Auswärtsteam | Resultate | Artikel |
| Beginn          | Heimteam | Auswärtsteam | Test      | Artikel |
| --------------- | -------- | ------------ | --------- | ------- |
| 28. August 1882 | England  | Australien   | 0–1 [1]   | Artikel |